# Eupogonius scutellaris
Eupogonius scutellaris là một loài bọ cánh cứng trong họ Cerambycidae.